# N222 (België)
De N222 is een gewestweg in België tussen Incourt (N91) en Hélécine (N279). De weg heeft een lengte van ongeveer 13 kilometer. In Geldenaken verloopt de weg over een lengte van ongeveer 800 meter samen met de N240 en later met de N29.